# Arrighetto
Arrighetto es una ópera en un acto con música de Carlo Coccia y libreto de Angelo Anelli. Se estrenó el 9 de enero de 1813 en el Teatro San Moisè de Venecia. El argumento se inspira en la novela de Madama Beritola, relatada por Emilia en la segunda jornada del Decamerón de Giovanni Boccaccio, pero con significativas variaciones.
En las estadísticas de Operabase Archivado el 14 de mayo de 2017 en Wayback Machine. aparece con sólo una representación en el período 2005-2010, siendo no obstante la primera y única representada de Coccia.

## Personajes
| Personaje                        | Tesitura     | Reparto el 9 de enero de 1813 |
| -------------------------------- | ------------ | ----------------------------- |
| Corrado (Noble siciliano)        | bajo         | Nicola de Grecis              |
| Despina (Hija de Corrado)        | soprano      | Teodolinda Pontiggia          |
| Doña Rosa (Madrastra de Despina) | mezzosoprano | Carolina Nagher               |
| Giannotto (Enamorado de Despina) | tenor        | Tommaso Berti                 |
| El Conde (Prometido de Despina)  | bajo         | Nicola Tacci                  |
| Tebaldo (Un jardinero)           | bajo         | Luigi Rafanelli               |
| Pascual (Criado del Conde)       | tenor        | Gaetano dal Monte             |